# Medazzaland
Medazzaland è il nono album in studio del gruppo pop rock britannico Duran Duran. Il disco venne pubblicato dalla Capitol Records il 14 ottobre 1997 negli Stati Uniti, dove raggiunse la posizione numero 58 della classifica di Billboard. Il disco non venne mai ufficialmente pubblicato in Europa fino al novembre 2022 quando fu stampato in edizione limitata e colorata di fucsia.

## Il disco
L'album uscì dopo l'insuccesso dell'album di cover Thank You, il bassista John Taylor lasciò la band nel gennaio 1997 prima della fine delle registrazioni, e con solo tre membri rimasti – Nick Rhodes, Simon Le Bon & Warren Cuccurullo –, i Duran Duran scrissero ed incisero diverse nuove tracce per l'album, riregistrando, inoltre, le canzoni precedentemente completate con la presenza di Taylor il cui contributo sopravvisse soltanto in quattro brani.

## Critica e Successo Commerciale
Il deludente risultato commerciale dell'album fu dovuto, in parte, alla dissoluzione del contratto che legava la band alla EMI dopo circa due decenni: la EMI diede al gruppo la proprietà dei nastri master del materiale di Medazzaland, come anche svariati brani inediti e video dei loro concerti del 1995 e 1997.
All'epoca si diffuse la voce che il gruppo avrebbe fatto uscire l'album in Gran Bretagna autofinanziandone la pubblicazione, ma poi la band firmò per la Hollywood Records e pubblicò invece Pop Trash.
Medazzaland fino al novembre 2022 era disponibile in Europa solo attraverso copie d'importazione o download digitale.

## Singoli
Out of My Mind, primo singolo estratto che anticipa l'uscita dell'album di qualche mese, è stato incluso nella colonna sonora del film d'azione e spionaggio del 1997 "Il Santo" con Elisabeth Shue e Val Kilmer.
Il secondo singolo Electric Barbarella, canzone ispirata dal film Barbarella dal quale inoltre la band ha preso ispirazione per il proprio nome, venne pubblicato il 16 settembre negli Stati Uniti e raggiunse la posizione numero 52 nella Billboard Hot 100 il 1º novembre.
Il brano è stato indicato come la prima canzone in assoluto ad essere stata resa disponibile su internet per il download digitale a pagamento, e furono approntati un certo numero di missaggi differenti della traccia. Un remix esclusivo ad opera di Dom T fu reso disponibile per il download in USA al costo di 99 centesimi dalla compagnia Liquid Audio.

## Tracce
- Tutti i brani sono composti da Nick Rhodes, Simon Le Bon e Warren Cuccurullo, eccetto dove indicato diversamente.

1. Medazzaland (John Taylor, Rhodes, Le Bon, Cuccurullo) – 3:53
2. Big Bang Generation (Taylor, Rhodes, Le Bon, Cuccurullo) – 4:44
3. Electric Barbarella – 5:19
4. Out of My Mind – 4:20
5. Who Do You Think You Are? – 3:27
6. Silva Halo – 2:28
7. Be My Icon – 5:15
8. Buried in the Sand – 4:19
9. Michael You've Got a Lot to Answer For – 4:09
10. Midnight Sun (Taylor, Rhodes, Le Bon, Cuccurullo) – 3:41
11. So Long Suicide – 4:39
12. Undergoing Treatment – 3:05

Bonus track on the Japanese edition:
13 Ball and Chain - 3:58
14 Sinner or Saint

## Canzoni non pubblicate
Queste canzoni sono state scritte da Nick Rhodes, John Taylor, Warren Cuccurullo e Simon Le Bon.
questo l'elenco delle canzoni:
- P.L. You -  Questa è stata suonata durante il Thank You tour ed è stata anche eseguita dal vivo sulla TV canadese nel 1995. È stato affermato che questa canzone sarebbe stata sicuramente inclusa nell'album, ma è stata abbandonata in una fase avanzata. Secondo Warren, la band non era contenta del testo. esistente.
- Tabula Rasa - Anche questa canzone è stata abbandonata. Divenne Time Life nel febbraio del 1996, e poi Hollywood Girls nell'estate del 1996, ma non fu mai finita.
- Magic Pill - Suonata dal vivo una volta il 28 maggio 1995 a Houston, Texas.
- Plastic Girl - Suonata dal vivo nello show Most Wanted di MTV, andata in onda il 17 marzo 1995. La canzone si è evoluta in Electric Barbarella.
- Got To Let Go
- Aphrodisiac
- Rosebud
- Amnesia
- Lolita's kiss

## Formazione
- Simon Le Bon - voce
- Nick Rhodes - tastiere
- Warren Cuccurullo - chitarra e basso sulle tracce 3, 4, 5, 6, 8, 9, 11 e 12

Altri Musicisti
- John Taylor - basso sulle tracce 1, 2, 10, 13 e 14
- Anthony J. Resta - batteria, programmazione, mixaggio e produzione addizionale
- Steve Alexander - batteria
- Tim Garland - soprano sax solo
- Talvin Singh - tabla e santoor
- Jake Shapiro - violoncello
- Sally Stapleton, Madeleine Farley - cori

## Tour promozionali
Per promuovere l'album, il gruppo intraprese l'Ultra Chrome, Latex and Steel Tour durante il 1997, il Greatest and Latest Tour durante il 1998, e il Let It Flow Tour durante il 1999.